# Li Jinzi
Li Jinzi est une boxeuse chinoise née le 4 mars 1990.

## Carrière
Sa carrière amateur est marquée par un titre mondial à Ningbo en 2008, deux médailles d'argent à New Delhi en 2006 et à Bridgetown en 2010 ainsi que par une médaille d'or aux Jeux asiatiques de Canton en 2010 et une médaille de bronze aux Jeux olympiques de Londres en 2012 dans la catégorie poids moyens.

## Palmarès

### Jeux olympiques
- Médaille de bronze en -75 kg, en 2012 à Londres, Angleterre

### Championnats du monde de boxe amateur
- Médaille d'argent en -75 kg, en 2010, à Bridgetown, en Barbade
- Médaille d'or en -75 kg, en 2008, à Ningbo, en Chine
- Médaille d'argent en -75 kg, en 2006, à New Delhi, en Inde

### Jeux asiatiques
- Médaille d'or en -75 kg, en 2010, à Canton, en Chine